# Recruit
Recruit Holdings Co., Ltd. (株式会社リクルートホールディングス, Kabushiki gaisha Rikurūto hōrudingusu) est une entreprise japonaise spécialisée dans les ressources humaines. L'entreprise est largement diversifiée dans d'autres secteurs. Elle possède notamment le site internet Indeed.

## Histoire
En mai 2018, Recruit annonce l'acquisition de Glassdoor, une entreprise de ressources humaines possédant une importante base de données, pour 1,2 milliard de dollars.